# Cyclamen purpurascens

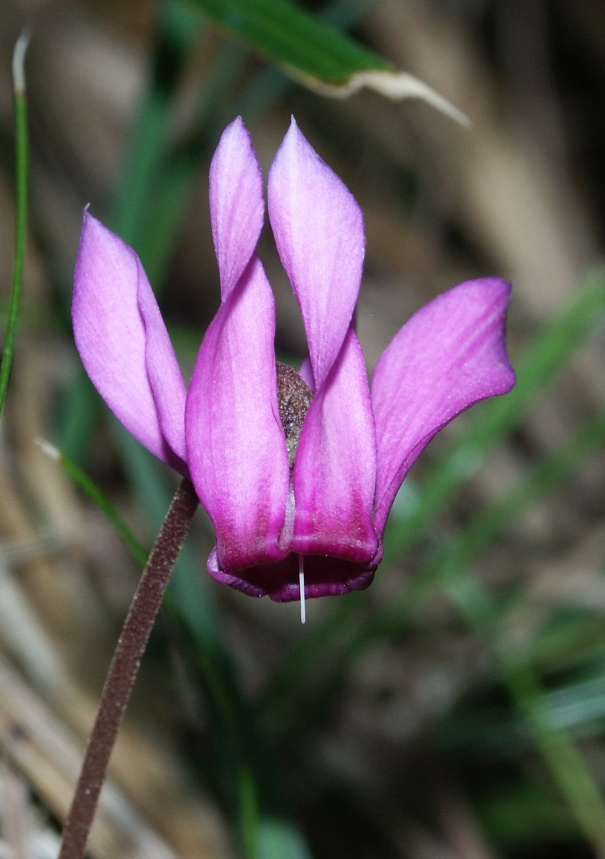
Bloem van Cyclamen purpurascens

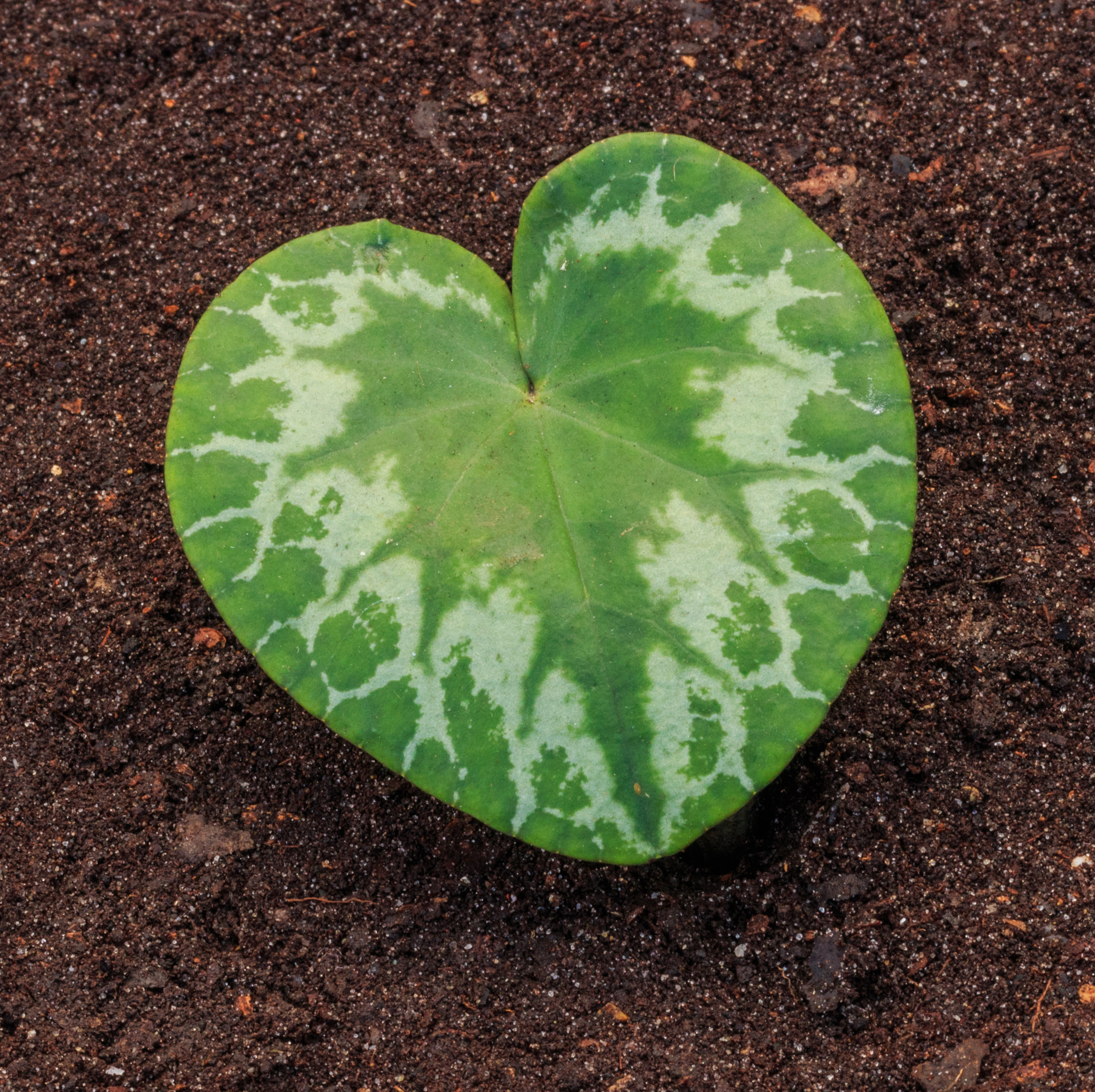
Blad van Cyclamen purpurascens

Cyclamen purpurascens of het alpenviooltje komt voor in de kalkrijke bergwouden van Centraal- en Zuid-Europa, van Frankrijk tot Polen, van Slowakije tot Kroatië en Bulgarije.
Cyclamen purpurascens werd heel lang volgens Linnaeus Cyclamen europaeum genoemd en werd onder deze naam door kwekers en apothekers verkocht. Deze naam Cyclamen europaeum werd ook voor andere Europese soorten gebruikt, onder andere Cyclamen repandum en Cyclamen hederifolium. Deze dubbelzinnige benaming werd uiteindelijk formeel afgeschaft (gefinaliseerd in 2005).
De bloemen met een al dan niet geoorde basis zijn een paarsachtig rood, zelden wit (f. album). Ze bloeien in de zomer en begin van de herfst. Deze cyclaam krijgt de naam ‘alpenviooltje’ omdat hij een aangename geur van viooltjes of lelietje-van-dalen verspreidt.
De ronde tot niervormige bladeren met afgestompte tandjes hebben een witgetekende bovenzijde. De bladeren van f. fatrense, afkomstig van Tsjechië, en van ‘Verdume’ uit Italië zijn egaal groen. Deze van de variëteiten ‘Limone’ en ‘Lake Garda form’, afkomstig uit de omgeving van het Garda meer, zijn zilverachtig. Naast de mooie f. album vinden we nog fraaie selecties met zilverachtige bladeren, zoals ‘Garribaldi’, ‘Green Ice’ en ‘Green Lake’. De onderzijde van de bladeren is meestal rood.
Cyclamen purpurascens bewaart zijn bladeren het hele jaar door. De meeste andere cyclaamsoorten verliezen ze tijdens de zomer.

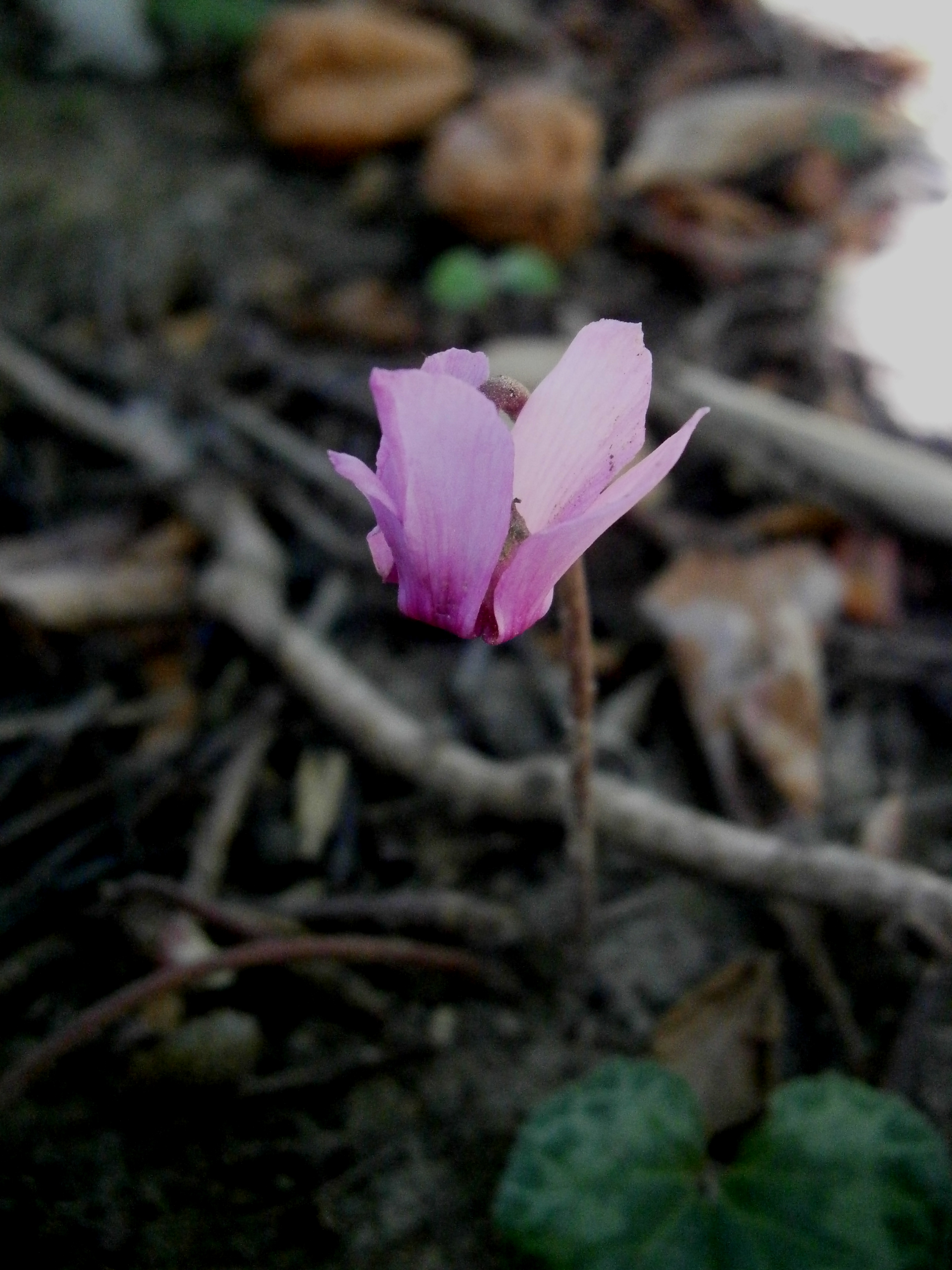
Cyclamen purpurascens in een Belgische tuin

## Kweek
Cyclamen purpurascens heeft een humusrijke grond nodig en verdraagt moeilijk zomerdroogte. Deze soort, die moeilijk verkrijgbaar is, is in het laagland niet gemakkelijk in volle grond te kweken. Deze cyclaam draagt er vaak weinig bloemen en plant zich dan ook moeilijk voort. Volgens sommigen bloeit de soort alleen goed in pot, op een schaduwrijke plek, in een serre waar er constante vochtigheid heerst.
... · 
C. abchasicum · 
C. africanum · 
C. alpinum · 
C. balearicum · 
C. cilicium · 
C. colchicum · 
C. coum (Rondbladige cyclaam) · 
C. creticum · 
C. cyprium · 
C. elegans · 
C. graecum · 
C. hederifolium (Napolitaanse cyclaam) · 
C. intaminatum · 
C. libanoticum · 
C. mirabile · 
C. persicum · 
C. pseudibericum · 
C. parviflorum · 
C. purpurascens (Alpenviooltje) · 
C. repandum · 
C. rhodium · 
C. rohlfsianum · 
C. somalense · 
...